# Labiobaetis neglectus
Labiobaetis neglectus is een haft uit de familie Baetidae. De wetenschappelijke naam van de soort is voor het eerst geldig gepubliceerd in 1913 door Navás.
De soort komt voor in het Palearctisch gebied.